# Roman Brandstaetter
Roman Brandstaetter (* 3. Januar 1906 in Tarnów, Österreich-Ungarn; † 28. September 1987 in Poznań) war ein polnischer Schriftsteller.

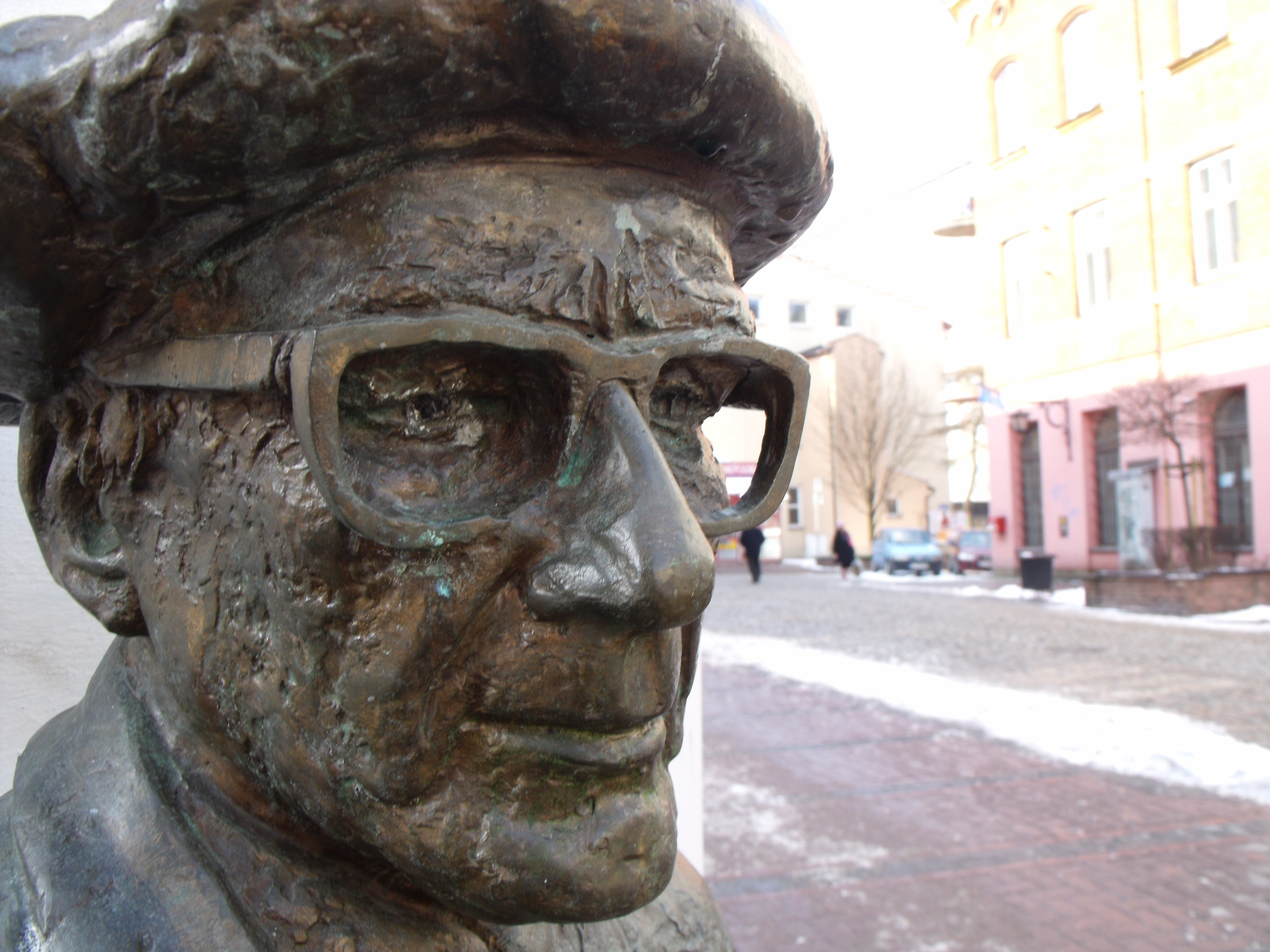
Plastik in Tarnów

## Leben
Roman Brandstaetter wurde in einer polnisch-jüdischen Familie geboren. Er studierte an der Universität Krakau Polonistik. Während des Zweiten Weltkriegs lebte er als Emigrant in Palästina. Brandstaetter war in den Jahren 1946 bis 1948 Kulturattaché an der Botschaft der Republik Polen in Rom. Im Jahre 1948 kehrte er nach Polen zurück. Er wohnte zuerst in Poznań dann in Zakopane und seit 1960 bis zum Tode wieder in Poznań.
Er verfasste Romane, historische Dramen und religiöse Lyrik. Außerdem übersetzte er aus dem Deutschen, Englischen (Shakespeare), Französischen, Hebräischen, Niederländischen und Tschechischen. Über seine Konversion zum katholischen Glauben schrieb er die Kroniki Assyżu (1947, Der Weg nach Assisi).

## Werke (Auswahl)
- Noce narodowe (Drama, 1954) darin Ludzie z martwej winnicy; deutsch Die Leute vom toten Weinberg
- Wojna żaków z panami (1954)
- Jezus z Nazarethu, Roman (4 Bände, 1967–73), dt. Jesus von Nazareth
- Blumen aus dem Garten des heiligen Franz. Aus dem Polnischen von Karin Wolff (Leipzig 1981)
- Sehr kurze Geschichten. Aus dem Polnischen von Karin Wolff (Leipzig 1982)
- Die Bibel im Gepäck. Aus dem Polnischen von Karin Wolff (polnisch Krąg biblijny, 1983)
- Der Prophet, der Fisch und die Stadt. Aus dem Polnischen von Karin Wolff (polnisch Prorok Jonasz, 1984)
- Die Bibel auf dem Tisch. Aus dem Polnischen von Karin Wolff (Leipzig 1987)
- Marienhymnen. Aus dem Polnischen von Karin Wolff (polnisch Hymny Maryjne, 1988)
- Die Eichen des Patriarchen. Aus dem Polnischen von Karin Wolff (polnisch Dęby patriarchy Izaaka; Walka Jakuba z Bogiem, 1989)
- Autobiographie (Zufälle meines Lebens). Aus dem Polnischen von Karin Wolff (polnisch Autobiografia (Przypadki mego życia), nicht erschienen)